# Serrejón
Serrejón község Spanyolországban, Cáceres tartományban. Serrejón Toril, Saucedilla, Romangordo, Casas de Miravete és Torrejón el Rubio községekkel határos. Lakosainak száma 407 fő (2024).

## Nevezetességek
Serrejón egyike annak a négy községnek, amelyek területén osztozik a madárvilágáról is nevezetes Arrocampo-víztározó.

## Népesség
A település népessége az elmúlt években az alábbi módon változott:
| Lakosok száma | 492  | 482  | 490  | 444  | 466  | 446  | 430  | 409  | 409  | 407  |
|               | 2001 | 2004 | 2006 | 2009 | 2011 | 2014 | 2016 | 2019 | 2021 | 2024 |